# Mapa Zeno

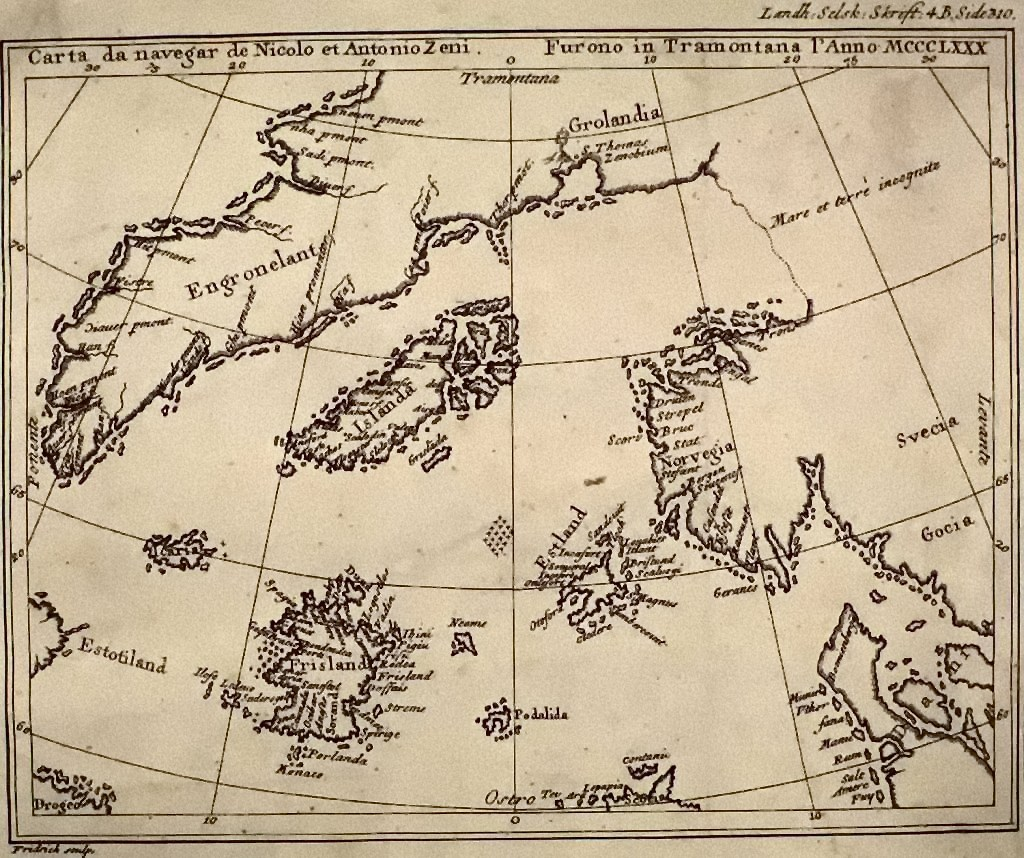
Kopia mapy z roku 1793

Mapa Zeno – mapa Północnego Atlantyku opublikowana w 1558, będąca rzekomo kopią mapy z ok. 1380 roku. Wydawcą jej był Nicolo Zeno, potomek i imiennik jednego z braci Zeno – weneckich podróżników i odkrywców uważanych za autorów tej mapy. 

## Historia
Nicolo Zeno – potomek braci Zeno, twierdził, że odnalazł wśród rodzinnych zbiorów niepublikowaną wcześniej mapę nieznanych terytoriów. Według jego notatek opublikowanych w książce wraz z mapą i opisami lądów, sporządzona ona została podczas wyprawy przez Atlantyk dokonanej na zlecenie księcia Zichmni (?). Według niektórych interpretacji bracia mieliby dotrzeć aż do wybrzeży nieodkrytej wtedy jeszcze Ameryki Północnej.
Ze względu na brak jakichkolwiek innych źródeł i wzmianek dotyczących księcia oraz samej wyprawy, i błędy kartograficzne wraz z ukazaniem dziesiątek nieistniejących wysp (jak np. mityczna Frisland – synonim Atlantydy) – większość naukowców bezsprzecznie uznała ten dokument za oszustwo
Mapa Zeno ukazuje Grenlandię częściowo uwolnioną od pokrywy lodowej. Francuski podróżnik Paul-Emile Victor w latach 50. XX wieku zwrócił uwagę, że przedstawia ona skaliste podłoże Grenlandii, odkryte przez niego podczas wcześniejszej ekspedycji w latach 1947–1951.
Obecnie twierdzi się, że mapa sporządzona została na podstawie prac z XVI wieku
- Carta Marina Olausa Magnusa
- Caerte van Oostland Cornelisa Anthoniszoona
- mapach Północnego Atlantyku Claudiusa Clavusa